# Čadski narodi
Čadski narodi, etnolingvistička porodica, dio velike semitsko-hamitske porodice, raširena po Čadu, Kamerunu i Nigeriji (Adamawa). Čadska porodica obuhvaća 195 jezika koji se granaju na više skupina, to su biu-mandara sa 78 jezika, istočnu s 36 jezika, zapadnu sa 73 jezika i masa s 8 jezika.

## Podjela
A)  'skupina Biu-Mandara: žive poglavito u Nigeriji i Kamerunu' 
- Afade, Nigerija i Kamerun. 30,000.
- Bachama (Abacama), Nigerija. 150,000 (1992 CAPRO)
- Baldamu, Kamerun, jezik baldemu, 3 do 6 (2003 SIL).
- Bana, Kamerun i Nigerija
- Bata ili Gbwata. Govore 8 dijalekata.  Nigerija i Kamerun. 152,500.
- Boga, Nigerija, 10,000 (1990 Blench).
- Buduma ili Yedina. Čad i Kamerun. 54,800.
- Bura ili Pabir, Nigerija. 32,000 u državi Adamawa  (1992). Uključuju i Ngohi.
- Buwal, Kamerun. 7,000 (2001 SIL).
- Cineni, Nigerija. 3,000 (1998)
- Cuvok, Kamerun, 5,000 (1983 Atlas Linguistique du Cameroun).
- Daba, Kamerun i Nigerija. 18,500.
- Dghwede, Nigerija, 30,000 (1980 UBS).
- Dugwor, Kamerun,	5,000 (2001 SIL).
- Fali, Nigerija. Oko 5,000. Govore nekoliko dijalekata koji se nazivaju po selima.
- Fali of Jilbu, govore ziziliveken
- Fiterya, govore hwana. Nigerija, 32,000 (1992).
- Ga'anda, Nigerija, 43,000 (1992).
- Gavar, Kameun. 7,000 (2001 SIL).
- Gidar, Kamerun i Čad. 65,687.
- Giziga, sjeverni i južni, Kamerun
- Glavda, Nigerija i Kamerun. 31,265 (2000 WCD).
- Gude, Nigerija i Kamerun. 96,000.
- Gudu, Nigerija. 5,000 (1993).
- Guduf, Nigerija. 55,918 (2000 WCD).
- Hedi, kamerun i Nigerija, 29,000.
- Hina ili Mina, Kamerun. 10,987 (2000 WCD).
- Holma, asimilirani u Fulde. Žive u Adamawi, Nigerija
- Hya, Kamerun.  940 (2002 SIL).
- Jara, Nigerija. 46,251 (2000 WCD).
- Jilbe. Nigerija. 100 (1999 H. Tourneux).
- Jimi, Nigerija. 3,500 (1982 SIL).
- Jina, Kamerun. 1,500 (2004 SIL).
- Kamwe, Nigerija, 300,000 (1992). Govore 9 dijalekata
- Kapsiki, Kamerun i Nigerija, 52,500.
- Kilba, govore huba. Nigerija. 175,000 (1992).
- Kotoko, govore lagwan. Od etničkih grupa: Afade, Mser, Malgbe, Maslam, Mpade i Jilbe (u Nigeriji). 167,471. govornika
- Kyibaku, govore cibak. Nigerija, 100,000 (1993 CAPRO).
- Laamang, Nigerija, 40,000 (1993).
- Mabas, Kamerun, u kantonu Matakam-Sud.
- Iako, Kamerun, 17,000 (1982 SIL). Drugačiji od Iako iz Nigerije.
- Mafa ili Matakam, Kamerun i Nigerija. 140,907.
- Majera, Kamerun. 500 in Cameroon (2004 SIL).
- Mandara (jezik Wandala), Kamerun i Nigerija. 43,500.
- Marghi,
- Matal ili Muktile, Kamerun. 18,000 (1982 SIL).
- Mazagway, Kamerun. 17,000 (1997).
- Mbara, Čad. 1,000 (1980 Tourneux).
- Mbedam, sjever Kameruna. 6,000 (2001 SIL).
- Mboku ili Mbuko, Kamerun. 13,000 (2002 SIL).
- Mefele, Kamerun. 11,000 (2002 SIL).
- Merey, Kamerun. 10,000 (1982 SIL).
- Mofu, sjeverni i južni. Kamerun.
- Moloko, Kamerun, između rijeka Mangafe i Raneo. 8,500 (1992 SIL).
- Mousgoum, Čad. Možda nestali, 1 (1976). Jezik im se zvao muskum. Danas govore vulum.
- Mulwi, Kamerun i Čad. Govore jezikom musgu.
- Muyang, Kamerun.  15,000 (1982 SIL).
- Ngoshe Sama, Nigerija i Kamerun 21,000
- Ngwaba, Nigerija, 10,000 (1993 CAPRO).
- Nggwahyi, Nigerija. 2,000 (1995).
- Nzanyi, Nigerija i Kamerun. 86,000.
- Pelasla, Kamerun, od etničkih grupa: Pelasla, Mbreme, Ndereme, Afem, Dumwa, Hurzo. Govore jezikom vame. 8,500 (1992 SIL).
- Podoko, Kamerun. 30,000 (1993 SIL).
- Sharwa, Kamerun. 5,100 (2000 SIL).
- Sukur, Nigerija. 14,779 (1992).
- Tera, Nigerija. 100,620 (2000 WCD).
- Terki, Kamerun. Govore tsuwan. 2,300 (2000 SIL).
- Vemgo ili Wamgo, Nigerija
- Visik, Nigerija. Mabas i Visik sebe zovu Vanam.
- Wuzlam, Kamerun, 10,500 (1982 SIL).
- Zulgo-Gemzek, od Zulgo i Gemzek. Kamerun, 26,000 (2002 SIL).

B)  'skupina s istoka:' 
Ova skupina živi u Čadu, to su:
- Barein, 4,100 (1993 census) u kojih 30 sela u prefekturi Guéra. Više dijalekata.
- Berguid, govore birgit, 10,398 (2000 WCD)., prefektura Salamat. Razlikuju se istočnosaharskih Birgita u Sudanu.
- Bidio ili Bidiyo. 14,000 (1981 Jungraithmayr).
- Boor, 100 (1999 SIL).
- Buso, govore jezik jezik. 40 (1971 Welmers). Nisu na popisu  'Joshua Project' -a.
- Dangaléat, 45,000 (1999 SIL).
- Gabri, 34,387 (2000 WCD).
- Gadang, 2,500 (1997 SIL).
- Jongor, govore jonkor bourmataguil, 1,500 (1993 SIL) u prefekturi Salamat. Arapi ih nazivaju  	'Karakir' u značenju 'cave-dwellers' ili stanovnici pećina.
- Kabalai ili Gablai. 17,885 (popis 1993)
- Kajakse, u regiji Ouddai, 10,000 (1983 Bender). Lovci i sakupljači.
- Kera, uglavnom Čad, manji dio u Kamerunu. 50,523 svih.
- Kimré, 15,000 (popis 1990) zajedno sa 700 Tchere-Aïba. naziv Kimre često se koristi i za Tobanga i Južni Gabri.
- Kwang, 16,805 (popis 1993) s 10,000 ili više Kwang, 2,000 Mobou i 250 Aloa.
- Lele, 26,000 (1991 UBS). različiti od plemena lele iz Demokratske Republike Kongo.
- Mabire, možda nestali, 3 (2001 SIL), selo Oulek, provincija Guéra.
- Mawa ili Mahwa 6,560 (2000 WCD). Većina govori shuwa arapski.
- Mesmedje, govore masmaje, 25,727 (popis 1993). U prefekturi Batha.
- Migaama, zvani i Dionkor i Jongor. 23,000 (popis 1991) etničkih,
- Miltu, 272 (popis 1993).
- Mire, 1,400 (popis 1990).
- Mogum, 7,000 (1997 SIL), u prefekturi Guéra (na sjeveru).
- Mokoulou ili Mukulu, 12,000 (1990 SIL) u prefekturi Guéra.
- Mubi ili Moubi, drugačiji od Mubi (Gude) iz Kameruna i Nigerije. 35,277 (popis 1993) u 135 sela.
- Nancere ili Nanjere, Nanjeri. 71,609 (popis 1993), u prefekturi Tandjilé.
- Ndam, 6,500 (popis 1990).
- Saba, u središnjem Čadu, 1,335 (2000). Ime im znači  'istok'  na arapskomm, možda zbog toga što je njihov praotac Dolle došao s istoka, a naselili su se kod planine Takung. jezik im se zove i jelkung.
- Sarua, 2,000 (1997 SIL).
- Sokoro, 5,000 (1994 SIL) u prefekturi Guéra. jedna skupina blizu Djebrena zove se Tunjur.
- Somrai, 7,414 (popis 1993).
- Tamki ili Temki su selo čiji govornici sebe izjašanjavaju kao Sokoro, no nisu im srodniji nego ostalim skupinama. Dio ih govori arapski, kenga ili saba jezicima. 500 (1999 SIL).
- Tobanga,  30,000 (1999 SIL).
- Torom ili Toram, 8,456 (2000) u prefekturi Salamat.
- Tumak, 25,249 (popis 1993).  Pogrešno nazivani i 'Sara Toumak'.
- Ubi, 1,100 (1995 SIL), prefektura Guéra, blizu sela Oubi.
- Zirenkel, 2,237 (popis1993), prefektura Guéra,

C)  'skupina sa zapada:' 
Oni žive u Nigeriji.
- Ambandi,  govore jezikom piya-kwonci a sebe zovu Ambandi, 5,000 (1992).
- Angas, govore jezikom ngas, 400,000 (1998 SIL) u državi Plateau.
- Bolewa ili Bolawa, govore bole; 100,000 (1990).
- Bure, 500 u državi Bauchi u jednom selu jugoistočno od grada Darazo.
- Chakfem, ili Chakfem-Mushere, Chokfem, govore cakfem-mushere, 5,000 (1990 SIL).
- Chip, govore jezik miship, 6,000 (1976 SIL).
- Deno, 6,000 (1995 CAPRO).
- Dera, 20,000 (1973 SIL). Govore dijalektima shani, shellen, gasi.
- Fyer, 26,131 (2000 WCD) u državi Plateau.
- Galambi ili Galambawa, jezik galambu, etničkih 21,622 (2000 WCD).
- Gerawa ili Gera, 200,000 (1995 CAPRO).
- Geruma, 9,029 (2000 WCD).
- Goemai ili Ankwe, 200,000 (1995).
- Gwandara, 27,349 (2000).
- Hausa, 24,162,000. Nigerija (18,525,000; 1991 SIL), Burkina Faso (500; 1991 Vanderaa), Benin (?), Kamerun (23,500; 1982 SIL), Gana (?), Republika Niger (5,000,000; 1998), Sudan (489,000; 2001 Johnstone and Mandryk).
- Jorto, 17,284 (2000), država Plateau.
- Karekare, 150,000 do 200,000 (1993 CAPRO). Više dijalekata: jalalam (zapadni karekare), birkai, kwarta mataci.
- Karfa, govore jezik duhwa. Država Nasarawa, 800 (1973 SIL).
- Kholok, 2,500 (1977 Voegelin and Voegelin) u državi Taraba.
- Kirifi ili Kirifawa, govore jezikom giiwo. 14,000 (1998 SIL) u državi Bauchi.
- Koenoem,  3,000 (1973 SIL) u državi Plateau.
- Kofyar, 109,943 (2000), država Plateau. Mnogo dijalekata.
- Kubi ili Kubawa, etničkih 1,500 (1995 CAPRO) koji se služe jezikom hausa.
- Kulere, 15,570 (1990). jezik im je drugačiji od kulere iz Obale Slonovače
- Kupto, govore jezik kutto, 3,000 (1995). Država Bauchi.
- Kushi, 11,000 (1995 CAPRO).
- Kwaami ili Kwamanchi, 10,000 (1990).
- Maha, govore jezikom maaka, 10,000 (1993) u državi Borno.
- Montol, 21,858 (1990). Država Plateau.
- Mundat, 1,000 (1998 SIL), država Plateau.
- Mwaghavul ili Sura, 295,000 (1993 SIL)
- Ngamo ili Ngamawa, 60,000 (1993).
- Nimbari, govore jezikom nyam u tek jednom selu, Andami u državi Taraba.
- Pero, 25,000 (1995 CAPRO) u državi Bauchi.
- Pyapun, 17,284 (2000 WCD), država Plateau.
- Ron ili Challa, 115,000 (1995), uključujući 20,000 Shagawu.
- Sha, 3,000 (1998 SIL). Država Plateau.
- Tal, 10,000 (1973 SIL), država Plateau.
- Tambas, 3,000 (2001 Blench), država Plateau.
- Tangale, 130,000 (1995 CAPRO) u državi Gombe.
- Yiwom ili Gerkanchi, 14,050 (2000) u državi Plateau.

D)  'Masa' 
Ova skupina također živi u Čadu i nešto u Kamerunu, to su:
- Kado, govore herdé. 40,000 (1999 SIL).
- Pévé, 35,720, dio je u Kamerunu. Jezik im se zove i lamé, a različit je od lamé iz Nigerije. Imenom Zime označavaju se Herdé, Ngeté, Pévé, i Mesmé.
- Marba, 124,357 (popis 1993) u prefekturi Kélo (Čad). Dijalekt: monogoy.
- Masana, 212,093 u Čadu i Kamerunu. neke susjedne grupe nazivaju ih "Banana"
- Mesme ili Zime. Sebe zovu Zime. 20,120 (1993 census) u prefekturi Tandjilé.
- Musei ili Banana, Bananna. 195,640 u Čadu i Kamerunu. Govore jezikom musey.
- Ngete, 10,000 (1991 UBS), Čad. U prefekturi Mayo-Kebbi.
- Zumaya, ovo pleme je nepoznatog porijekla a živi u bušu Kameruna podno vrha Mindif, gotovo nestali 25 (1987 SIL). Spominje ih Van den Berg (1997: 27).

## Vanjske poveznice
- Chad: Chadic Languages
- People Cluster Listing: Chadic